# Садвал
Лезгинское народное движение «Садвал» (лезг. Лезги Халкьдин Гьерекат «Садвал» — букв. «Единство») — лезгинское национальное движение, боровшееся за права лезгинского народа в Азербайджане и Дагестане. Признано террористическим в Азербайджане

## Цели и задачи
В цели движения «Садвал» входили содействие развитию культуры, языка, возрождение традиций лезгинского народа. Одной из приоритетных задач являлось создание государственного образования «Лезгистан» путём объединения лезгин, проживающих в Дагестане и Азербайджане. От этой идеи впоследствии отказались.
Как сообщает бывший член «Садвала», известный лезгинский поэт, писатель, филолог Фейзудин Нагиев, среди активистов «Садвала» существовало несколько вариантов создания лезгинской республики: 1) объединение лезгин в составе России; 2) по частям — отдельно в составе России и отдельно в составе Азербайджана с последующим объединением двух частей; 3) объединение лезгин в составе Азербайджана. Он же сообщал, что стратегической задачей «Садвала» было воссоединение лезгин и образование лезгинского государства в составе России.

## История
Лезгинское народное движение «Садвал» было создано в декабре 1989 года в г. Дербент. Официальную регистрацию организация получила в Минюсте Дагестана 9 июля 1993 года, в 1995 году регистрация была подтверждена Управлением Минюста РФ по Дагестану. 14 мая 1990 г. прошёл учредительный съезд движения, требовавший объединение разделённого лезгинского народа, проживающем в Российской Федерации и Азербайджанской Республике.

### Съезд в декабре 1991 года и объявление о создании государства Лезгистан
В декабре 1991 года во время конституционного вакуума после распада Советского Союза Всенародный съезд лезгинского народа провозгласил создание независимого государства Лезгистан с включением территорий как Дагестана, так и Азербайджана. Как пишет тот же автор, это было актом отчаяния, потому что было очевидно, что река Самур станет международной границей. Таким образом, лезгины столкнулись с прямой угрозой разделения. Как результат нарастающего напряжения, «Садвалом» были организованы демонстрации по обе стороны от границы, способствовавшие встречам высоко уровня между правительствами Азербайджана, России и Дагестана.

## Обвинения в терроризме
Репрессии азербайджанских властей против активистов лезгинского национального движения с весны 1993 года привели к обострению ситуации в лезгинских районах на Севере Азербайджана и резкой радикализации лезгинских организаций.  Азербайджанские власти обвинили движение «Садвал» в причастности к взрыву в бакинском метро, произошедшему 19 марта 1994 года, в результате чего по подозрению в совершении преступления были арестованы его члены. По факту террористического акта были осуждены 11 человек, двое из которых были приговорены к смертной казни, а девять — к различным срокам тюремного заключения. Некоторые фигуранты дела скончались в тюрьме при невыясненных обстоятельствах, а информация об их смерти стала известна спустя несколько лет. Директор Правозащитного центра Азербайджана Эльдар Зейналов в книге «Отсюда нет выхода. Из истории 5-го корпуса Баиловской тюрьмы» города Баку утверждает, что администрация Баиловской тюрьмы с помощью заключённых несколько раз пыталась убить Рахиба Махсумова, который отказался признавать свою причастность к взрывам. Правовой центр «Мемориал» и «Правозащитный центр Азербайджана» признали фигурантов дела политзаключёнными.
Согласно версии азербайджанского следствия, теракт был организован спецслужбами Армении и осуществлён движением «Садвал». Армянские источники отрицают причастность Армении к терактам в метро в Баку. В 2004 году на страницах армянской газеты «Ноев Ковчег» представитель «Садвала» под псевдонимом рассказал, что в первой половине 1990-х годов «садвалисты» действительно выезжали в Армению, но единственной целью их поездок было облегчение участи лезгин, мобилизованных в армию Азербайджана и попавших в плен на карабахской войне.
В 2001 году в интервью газете «Южнороссийское обозрение» (№ 5, 2001 г.) министр по национальной политике Дагестана в 2003—2005 гг. Загир Арухов заявил, что:

Якобы имевшая место раздача лезгинскому населению на территории Дагестана армянского оружия, инциденты на границе, террористический акт в бакинском метро — все это меры, предпринимаемые азербайджанскими спецслужбами в целях компрометации как самого движения «Садвал», так и пропагандируемых им идей. Цели этих акций в данном случае достаточно прозрачны — использовать национальное движение «Садвал» для провоцирования первоначального конфликта, дискредитации роли Армении в южнокавказской политике"— 